# Discord
Discord – bezpłatna usługa internetowa oparta na chmurze, służąca do rozmów głosowych i komunikacji za pomocą wiadomości tekstowych z możliwością umieszczania zdjęć oraz filmów, zaprojektowana początkowo jako platforma skierowana dla graczy komputerowych. Wykorzystuje technologię Voice over Internet Protocol. Usługa dostępna jest z poziomu przeglądarki internetowej, aplikacji komputerowej na systemach z rodziny Microsoft Windows, Linux, macOS oraz aplikacji mobilnej na systemach z rodziny Android oraz iOS.
W lipcu 2019 roku Discord miał ponad 250 milionów zarejestrowanych użytkowników. W grudniu 2020 r. Discorda miesięcznie używało ponad 140 milionów użytkowników.

## Funkcjonalność
Discord używa metafory serwerów i kanałów podobnych do Internet Relay Chat, mimo że serwery te nie są mapowane na tradycyjny sprzęt lub serwery wirtualne ze względu na ich rozproszony charakter. Użytkownik może utworzyć serwer na Discordzie, zarządzając jego publiczną widocznością i dostępem oraz utworzyć jeden lub więcej kanałów w ramach tej usługi. Na serwerze, w zależności od kontroli dostępu, użytkownicy mogą tworzyć kanały w ramach kategorii, a widoczność i dostęp do kanałów można również dostosować do serwera. Jednym z takich ustawień jest możliwość oznaczania kanałów jako „Age-Restricted”, co zmusza osoby oglądające kanał po raz pierwszy do potwierdzenia, że mają ukończone 18 lat i chcą oglądać takie treści. Oprócz zwykłych kanałów tekstowych, serwery Discord mogą tworzyć kanały rozmów głosowych.
Każdy użytkownik Discord posiadał unikatowy czterocyfrowy „dyskryminator”, widoczny jako czterocyfrowy numer, poprzedzony znakiem „#” po nazwie użytkownika. Od czerwca 2023 roku „dyskryminatory” są zastępowane przez unikalne nazwy użytkownika bez czterocyfrowego numeru.
Zarówno na poziomie serwera, jak i użytkownika, Discord pozwala użytkownikom podłączyć je do konta Twitch lub innego konta usługi gier. Integracje zapewniają unikalne narzędzia do przesyłania wiadomości w aplikacji na przykład Discord może określić grę, w którą użytkownik aktualnie gra.
Klient Discord jest zbudowany na platformie Electron przy użyciu technologii webowych, co pozwala mu być wieloplatformowym i działać w sieci oraz jako zainstalowana aplikacja na komputerach osobistych. Oprogramowanie jest obsługiwane przez jedenaście centrów danych na całym świecie, aby utrzymać niskie opóźnienia u klientów. Wszystkie wersje klienta obsługują ten sam podstawowy zestaw funkcji; udostępnianie ekranu z dźwiękiem na pulpicie jest wyłączne dla systemu Windows. Discord został specjalnie zaprojektowany do użytku podczas grania, ponieważ zawiera takie funkcje, jak małe opóźnienia, bezpłatne serwery czatu głosowego dla użytkowników oraz dedykowana infrastruktura serwerów. Twórcy Discorda dodali również połączenia wideo i udostępnianie ekranu w 2017 roku. Obsługa połączeń między dwoma lub więcej użytkownikami została dodana w aktualizacji 28 lipca 2016 r. W grudniu 2016 r. Firma wprowadziła GameBridge API, który umożliwia twórcom gier bezpośrednią integrację z Discord w ramach gier. Dokumentacja repozytorium Git dla Discord API znajduje się na GitHub.
Discord zapewnia częściową obsługę tekstu sformatowanego za pomocą składni Markdown. Discord używa formatu audio Opus, który charakteryzuje się niskim opóźnieniem i jest przeznaczony do kompresji mowy.
Do Discord dodano funkcje połączeń wideo i udostępniania ekranu, najpierw dla małej bazy testowej w sierpniu 2017 r., a później dla wszystkich użytkowników w październiku 2017 r. Chociaż funkcje te naśladują możliwości strumieniowego przesyłania na żywo platform takich jak Twitch, firma nie planuje konkurować z tymi usługami, wierząc, że z tych funkcji najlepiej korzystają małe grupy.
W październiku 2017 r. Discord zaoferował weryfikację serwera twórcom gier komputerowych, wydawcom, twórcom treści oraz zespołom e-sportowym, umożliwiając im wyświetlanie „oficjalnego” statusu serwera z „fajką” po potwierdzeniu tożsamości z zespołem Discord.
W marcu 2021 r. Microsoft zaproponował zakup Discorda za 10 miliardów dolarów amerykańskich. Ostatecznie Discord zakończył rozmowy z Microsoft, pozostając niezależnym.
13 maja 2021 r. z okazji szóstej rocznicy wydania Discorda, zaktualizowane zostało logo oprogramowania oraz paleta kolorów używanych przez aplikację.

### Płatne funkcje
Chociaż samo oprogramowanie jest bezpłatne, programiści zbadali sposoby zarabiania na nim, z potencjalnymi opcjami, w tym płatnymi opcjami dostosowywania, takimi jak emoji lub naklejki. W styczniu 2017 r. pierwsza płatna subskrypcja i funkcje zostały wydane wraz z „Discord Nitro Classic” (pierwotnie wydanym jako „Discord Nitro”). Za miesięczną opłatę subskrypcyjną w wysokości 4,99 USD (w Polsce cena od 10 września 2021 roku wynosiła 9,99 PLN, natomiast 14 grudnia 2022 roku została podniesiona dla nowych użytkowników do 22,99 PLN) użytkownicy mogą uzyskać animowanego awatara, używać niestandardowych i/lub animowanych emoji na wszystkich serwerach (użytkownicy niebędący nitro mogą korzystać z niestandardowych emoji na serwerze, do którego zostali dodani), co oznacza zwiększenie maksymalnego rozmiaru pliku podczas jego wysyłania (z 10 MB do 500 MB ), możliwość udostępniania ekranu w wyższych rozdzielczościach oraz możliwość spersonalizowania swojego profilu. W październiku 2018 r. nazwę „Discord Nitro” zmieniono na „Discord Nitro Classic” wraz z wprowadzeniem nowego „Discord Nitro”, który kosztował 9,99 USD (w Polsce cena od 10 września 2021 roku wynosiła 19,99 PLN, natomiast 14 grudnia 2022 roku została podniesiona dla nowych użytkowników do 47,99 PLN) i obejmował dostęp do bezpłatnych gier za pośrednictwem sklepu z grami Discord. Miesięczni subskrybenci „Discord Nitro Classic” w momencie wprowadzenia sklepu z grami Discord otrzymali „Discord Nitro”, trwającym do 1 stycznia 2020 r., a coroczni subskrybenci „Discord Nitro Classic” otrzymali „Discord Nitro” do 1 stycznia 2021 r.
Użytkownicy Discord mogą ulepszyć serwery za pomocą funkcji „Server Boost”, która poprawia jakość kanałów audio, kanałów strumieniowych, liczby własnych emoji i innych dodatków na 3 poziomach. Użytkownicy mogą kupować doładowania, aby wspierać wybrane przez siebie serwery, za miesięczną kwotę. Posiadanie „Discord Nitro” daje użytkownikowi dwa dodatkowe ulepszenia do wykorzystania na dowolnie wybranym serwerze.
| Poziom              | 1 | 2 | 3 |
| ------------------- | --- | --- | --- |
| Wymagane ulepszenia | 2 | 7 | 14 |
| Dodatkowe funkcje   | - 50 dodatkowych miejsc na emoji (łącznie 100) - 15 miejsc na własne naklejki - 24 miejsca na dźwięki w soundboardzie - Dźwięk w jakości 128 Kb/s - Własne tło na ekranie zaproszenia - Animowana ikona serwera - Jakość transmisji do 720P oraz 60 FPS - Archiwizacja wątków po 3 dniach | - Wszystkie funkcje z poziomu 1 - 50 dodatkowych miejsc na emoji (łącznie 150) - 15 dodatkowych miejsc na własne naklejki (łącznie 30) - Dźwięk w jakości 256 Kb/s - Baner serwera - Zwiększenie limitu przesyłania do 50 MB (tylko na danym serwerze) - Jakość transmisji do 1080P oraz 60 FPS - Własne ikony ról - Tworzenie prywatnych wątków - Archiwizacja wątków po 7 dniach | - Wszystkie funkcje z poziomów 1 i 2 - 100 dodatkowych miejsc na emoji (łącznie 250) - 30 dodatkowych miejsc na własne naklejki (łącznie 60) - 60 miejsc na dźwięki w Soundboardzie - Dźwięk w jakości 384 Kb/s - Zwiększenie limitu przesyłania do 100 MB (tylko na danym serwerze) - Własny adres URL - Animowany baner serwera |

Deweloperzy stwierdzili, że chociaż będą szukać sposobów zarabiania na oprogramowaniu, nigdy nie utracą swoich podstawowych funkcji.
W październiku 2020 r. deweloperzy Discorda rozpoczęli testowanie płatnych naklejek dostępnych dla użytkowników z Kanady. Cena większości naklejek wynosi od 1,50 USD do 2,25 USD. Subskrybenci „Discord Nitro” otrzymali darmowy pakiet naklejek zatytułowany „What’s Up Wumpus”, który skupiał się na maskotce oprogramowania – „Wumpusie”. Na dzień 17 grudnia 2020 r. dostęp do naklejek posiadają użytkownicy w krajach takich jak: Brazylia, Kanada oraz Japonia.
W maju 2021 r. deweloperzy zwiększyli limit serwerów, na których użytkownicy mogą się znajdować – ze 100 do 200. Ta opcja jest dostępna jedynie dla subskrybentów Discord Nitro.
Pod koniec czerwca 2021 r. dodano możliwość zmiany bannera dla subskrybentów Discord Nitro.

## Kontrowersje
Discord stał się popularny w ruchach alt-right ze względu na anonimowość i prywatność klienta. Na początku 2017 r. Dyrektor generalny Jason Citron stwierdził, że Discord był świadomy tych grup i ich serwerów. Citron oświadczył, że grupy zaangażowane w nielegalne działania lub naruszenia warunków świadczenia usług zostaną zamknięte, ale nie ujawnią żadnych przykładów.